# Branko Miljuš
Branko Miljuš (Knin, 17 de agosto de 1960) é um ex-futebolista profissional croata, medalhista olímpico.

## Carreira
Defendeu vários clubes, entre eles o Hajduk Split, o Real Valladolid e o Vitória de Setúbal. Vestiu 14 vezes a camisa da Seleção Iugoslava de Futebol e participou da Eurocopa de 1984.